# 秦學瀚
秦學瀚（?—?），贵州畢節人，清朝政治人物、同進士出身。
乾隆二十六年（1761年）太后七旬辛已恩科進士，三甲一百四十名，后事不詳。